# محمد فلاح علی پور
محمد فلاح علی‌پور رئیس سازمان فکر به فکر و رئیس انجمن ملی هوش ایران بنیان‌گذار ارزیابی ضرایب هوشی در ایران، مدرس، نویسنده، پژوهشگر، سخنران و نظریه‌پرداز در حوزه آموزش است.
او به خاطر نظریه‌پردازی دربارهٔ ارزیابی ضرایب هوشی قبل از مهارت و بررسی سه عامل ژنتیک، توانایی و موفقیت قبل از انتقال مفاهیم علمی و عملی شهرت پیدا کرد و سخنرانی‌هایی در نقد آموزش و پرورش و نظراتی که راجع به نقش آموزش سیاه در ادارهٔ امور کشورها دارد از وی بعنوان یک نظریه‌پرداز و پژوهشگر یاد می‌شود.

## کشمکش ملی بر سر IQ
حکیم زاده معاون ابتدایی وزارت آموزش و پرورش در ایسنا اعلام کرد که از مخالفین آزمون انجمن ملی هوش برای کودکان است و علی پور در پاسخ به اظهارات او در ایسنا پاسخ داد و گفت: هیچ‌کس نمی‌تواند شناسایی افراد با هوش ۱۳۵ به بالا را در یک جامعه نادیده بگیرد. کاری که کشورهای غربی بیش از ۷۰ سال است که انجام می‌دهند و جالب است که یک مسئول ارشد وزارت آموزش و پرورش این گونه صحبت می‌کند.